# SK Austria Klagenfurt (2007)
SK Austria Klagenfurt là một câu lạc bộ bóng đá Áo, có trụ sở ở Klagenfurt, hiện tại thi đấu ở Giải vô địch quốc gia Áo.

## Danh hiệu

### Quốc nội

#### Giải vô địch
- Austrian Regionalliga Central:
  - Vô địch (1): 2014–15

## Cầu thủ

### Danh sách đội một
Tính đến 30 tháng 1 năm 2022
Ghi chú: Quốc kỳ chỉ đội tuyển quốc gia được xác định rõ trong điều lệ tư cách FIFA. Các cầu thủ có thể giữ hơn một quốc tịch ngoài FIFA.
| Số | VT | Quốc gia  | Cầu thủ                                           |
| -- | -- | --------- | ------------------------------------------------- |
| 1  | TM | Đức       | Lennart Moser (mượn từ Union Berlin)              |
| 3  | TV | Hoa Kỳ    | Thomas Roberts (mượn từ FC Dallas)                |
| 4  | TV | Áo        | Patrick Greil                                     |
| 5  | HV | Áo        | Michael Blauensteiner                             |
| 6  | HV | Uruguay   | Maximiliano Moreira                               |
| 7  | TV | Áo        | Florian Jaritz                                    |
| 8  | HV | Hy Lạp    | Kosmas Gezos                                      |
| 9  | TĐ | Croatia   | Darijo Pecirep                                    |
| 10 | TV | Đức       | Julian von Haacke                                 |
| 11 | TV | Slovenia  | Rajko Rep                                         |
| 12 | TĐ | Thụy Điển | Alex Timossi Andersson (mượn từ Bayern Munich II) |
| 13 | TM | Đức       | Phillip Menzel                                    |
| 14 | TV | Áo        | Christopher Cvetko                                |
| 18 | TV | Đức       | Alexander Fuchs                                   |
| 19 | TĐ | Đức       | Luca Grillemeier                                  |
| 20 | TV | Đức       | Tim Maciejewski (mượn từ Union Berlin)            |
| 21 | TM | Áo        | Marcel Köstenbauer                                |
| 22 | TĐ | Áo        | Patrick Hasenhüttl                                |

| Số | VT | Quốc gia             | Cầu thủ                                   |
| -- | -- | -------------------- | ----------------------------------------- |
| 23 | TV | Áo                   | Florian Rieder                            |
| 27 | TV | Áo                   | Florian Freissegger                       |
| 28 | HV | Đức                  | Herbert Paul                              |
| 29 | TM | Trung Quốc           | Liu Shaoziyang (mượn từ Bayern Munich II) |
| 30 | TM | Áo                   | David Puntigam                            |
| 31 | HV | Áo                   | Thorsten Mahrer                           |
| 32 | TĐ | Áo                   | Markus Pink                               |
| 33 | HV | Đức                  | Till Schumacher                           |
| 37 | HV | Áo                   | Nicolas Wimmer                            |
| 47 | HV | Áo                   | Hubert Griesebner                         |
| 63 | HV | Croatia              | Ivan Saravanja                            |
| 70 | TV | Áo                   | Fabian Miesenböck                         |
| 71 | TĐ | Bosna và Hercegovina | Benjamin Hadžić                           |
| 77 | TĐ | Canada               | Gloire Amanda                             |
| 80 | TĐ | Áo                   | Lukas Fridrikas                           |
| 81 | TV | Thổ Nhĩ Kỳ           | Turgay Gemicibaşi                         |
| 92 | TV | Áo                   | Fabio Markelic                            |

#### Nhân sự
Tính đến 22 tháng 10 năm 2021
| Huấn luyện viên trưởng  | Peter Pacult          |
| Trợ lý huấn luyện viên  | Martin Lassnig        |
| Trợ lý huấn luyện viên  | Wolfgang Schellenberg |
| Huấn luyện viên thủ môn | Thomas Lenuweit       |
| Huấn luyện viên thể lực | Manuel Trattnig       |
| Quản lý chung           | Sandro Zakany         |
| Bác sĩ                  | Dr. Christiane Loinig |
| Quản lý trang phục      | Peter Kostolansky     |
| Quản lý                 | Harald Gärtner        |
| Quản lý                 | Matthias Imhof        |

## Lịch sử huấn luyện viên trưởng
Tính đến 22 tháng 10 năm 2021
- Walter Schoppitsch (2010–2011)
- Rudolf Perz (2011)
- Dietmar Thuller (2011–2012)
- Günther Gorenzel-Simonitsch (2012)
- Bruno Friesenbichler (2012–2013)
- Heimo Vorderegger (2013)
- Jože Prelogar (2013–2014)
- Alexander Suppantschitsch (2014)
- Manfred Bender (2014–2016)
- Gerhard Fellner (2016–2017)
- Franz Polanz (2017–2018)
- Robert Micheu (2018–2020)
- Peter Pacult (2020–)